# Премія Беатріс Тінслі
Пре́мія Беатрі́с Ті́нслі (англ. Beatrice M. Tinsley Prize) — нагорода від Американського астрономічного товариства за видатний внесок в астрономію або астрофізику, що носить «винятково інноваційний або високо творчий характер». Премія отримала назву на честь вченої-космолога і астронома Беатріс Тінслі. Нагороду присуджують щодва роки і вона не обмежена а ні місцем проживання, а ні громадянством номінантів.

## Лауреати премії Беатріс Тінслі
| Рік  | Лауреат                                        | Обґрунтування нагороди |
| ---- | ---------------------------------------------- | --- |
| 1986 | Джоселін Белл Бернелл                          | За відкриття першого пульсара |
| 1988 | Гарольд Юен Едвард Перселл                     | За відкриття випромінення водню з довжиною хвилі 21 сантиметр |
| 1990 | Антуан Лабейрі                                 | а винаходи в галузі спекл-интерферометріі |
| 1992 | Роберт Діккі                                   | Як винахідник синхронного підсилювача |
| 1994 | Раймонд Девіс                                  | За винайдення нейтринних детекторів та перше вимірювання сонячних нейтрино |
| 1996 | Александер Вольщан                             | Як першовідкривач першого пульсара PSR 1257+12, що має планетну систему |
| 1998 | Роберт Вільямс                                 | За спектроскопію, зокрема, міжзоряного газу |
| 2000 | Чарлз Алкок                                    | За його інтелектуальне науков і технічне керівництво проєктом MACHO (Massive compact halo object) Оригінальний текст (англ.) [«For his intellectual leadership of the MACHO project, both scientifically and technically.»] Помилка: {{Lang}}: не вказано код мови (допомога) |
| 2002 | Джеффрі Марсі Пол Батлер Стівен фогт           | За новаторську роботу в описі планетних систем, що обертаються навколо далеких зірок Оригінальний текст (англ.) [«For their pioneering work in characterizing planetary systems orbiting distant stars.»] Помилка: {{Lang}}: не вказано код мови (допомога) |
| 2004 | Рональд Рейнольдс (англ. Ronald J. Reynolds)   | За відкриття теплого іонізованого середовища в нашій Галактиці за допомогою спектроскопії Фабрі — Перо, його лідерство в розумінні його походження та за його розробку телескопа Wisconsin H-Alpha Mapper, який виявив його просторову структуру Оригінальний текст (англ.) [«For his discovery of the warm ionized medium in our Galaxy using Fabry-Perot spectroscopy, his leadership in understanding its origins and for his development of the Wisconsin H-Alpha Mapper that has revealed its spatial structure.»] Помилка: {{Lang}}: не вказано код мови (допомога) |
| 2006 | Джон Карлстром                                 | За інноваційну роботу з використання інтерферометрії для дослідження раннього Всесвіту за допомогою флуктуацій CMB і поляриметрії та ефекту Сюняєва — Зельдовича. Він дав результати, які сильно обмежують космологічні моделі кількості та природи темної матерії і енергії та впливу космічної інфляції Оригінальний текст (англ.) [«For his innovative work on the use of interferometry to study the early Universe through CMB fluctuations and polarimetry and the Sunyaev-Zeldovich effect. He has produced results that strongly constrain cosmological models of the amount and nature of dark matter and energy and the influence of cosmic inflation. »] Помилка: {{Lang}}: не вказано код мови (допомога)                                                       |
| 2008 | Марк Рід (англ. Mark Reid)                     | За його прецизійні астрометричні експерименти з VLBI та VLBA та піонерське використання ним космічних мазерів як астрономічних інструментів. Його інноваційні дослідження в галузі радіоастрономії покращили наше розуміння процесів у регіонах утворення зірок і привели до первинних вимірювань відстаней у всій Місцевій групі галактик Оригінальний текст (англ.) [«For his precision astrometry experiments with the VLBI and the VLBA and his pioneering use of cosmic masers as astronomical tools. His innovative research in radio astronomy has enhanced our understanding of the processes in star forming regions and has resulted in primary distance measurements throughout the Local Group of galaxies.»] Помилка: {{Lang}}: не вказано код мови (допомога) |
| 2010 | Дрейк Демінг (англ. Drake Deming)              | За його інноваційну та піонерську роботу з виявлення теплового інфрачервоного випромінювання від транзитних позасонячних планет за допомогою космічного телескопа Spitzer Оригінальний текст (англ.) [«For his innovative and pioneering work detecting thermal infrared emission from transiting extrasolar planets using the Spitzer Space Telescope.»] Помилка: {{Lang}}: не вказано код мови (допомога) |
| 2012 | Рональд Джилліленд (англ. Ronald L. Gilliland) | За новаторську роботу зі спостережень із надвисоким співвідношенням сигнал/шум, пов'язаним з фотометрією у часовій області, і відкриття нової межі цього співвідношення Оригінальний текст (англ.) [«For his innovative work on ultra-high signal-to-noise observations related to time-domain photometry and the opening of this new frontier.»] Помилка: {{Lang}}: не вказано код мови (допомога) |
| 2014 | Кріс Лінтотт                                   | За його проникливість і креативність, які створили трансформаційний підхід до науки шляхом залучення ненауковців до передових досліджень Оригінальний текст (англ.) [«For his insight and creativity that created a transformative approach to science by engaging nonscientists in cutting edge research.»] Помилка: {{Lang}}: не вказано код мови (допомога) |
| 2016 | Ендрю Гоулд (англ. Andrew Gould                | За його розробку гравітаційного мікролінзування як важливого інструменту для відкриття та характеризування екзопланет Оригінальний текст (англ.) [«For his development of gravitational microlensing as an important tool for the discovery and characterization of exoplanets.»] Помилка: {{Lang}}: не вказано код мови (допомога) |
| 2018 | Джуліанна Далкантон                            | За новаторське використання великих оглядів для вивчення галактик з низькою поверхневою яскравістю та за її керівництво розробкою оглядів за допомогою космічного телескопа «Габбл» для створення спадщини даних про розпізнані зіркові популяції прилеглих галактик Оригінальний текст (англ.) [«For her pioneering use of large surveys to study low-surface-brightness galaxies and her leadership in developing Hubble Space Telescope surveys to create a legacy of data on resolved stellar populations of nearby galaxies.»] Помилка: {{Lang}}: не вказано код мови (допомога) |
| 2020 | Кжиштоф Станек Крістофер Коханек               | За їхній інноваційний внесок у астрономію в часовій області та, зокрема, лідерство в Автоматизованому дослідженні всього неба для наднових (All-Sky Automated Survey for Supernovae, ASAS-SN) Оригінальний текст (англ.) [«For their innovative contributions to time-domain astronomy and, in particular, their leadership in the All-Sky Automated Survey for Supernovae (ASAS-SN)»] Помилка: {{Lang}}: не вказано код мови (допомога) |
| 2021 | Білл Пакстон                                   | За його натхненну працю із забезпечення, збереження та підтримки кодів еволюції зір з відкритим доступом, які лягли в основу дослідницьких та освітніх зусиль Оригінальний текст (англ.) [«For his inspired work on providing, maintaining, and supporting the use of open-source stellar-evolution codes that have seeped into the foundation of research and education efforts.»] Помилка: {{Lang}}: не вказано код мови (допомога) |
| 2024 | Денніс Заріцкі (англ. Dennis Zaritsky          | За його інноваційні спостереження за структурою та еволюцією галактик Оригінальний текст (англ.) [«For his innovative observations probing the structure and evolution of galaxies.»] Помилка: {{Lang}}: не вказано код мови (допомога) |